# Porfirina

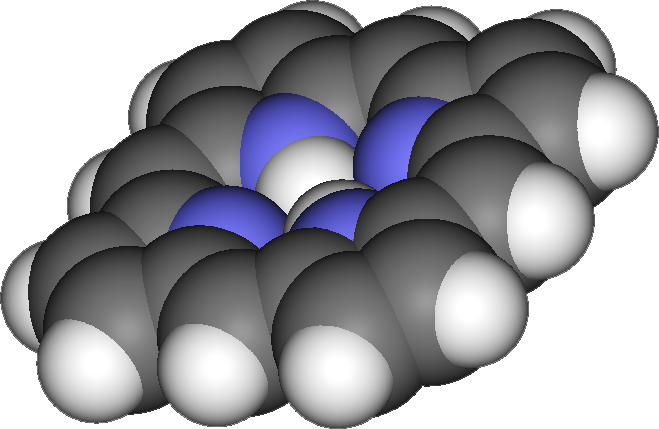
Esquema en 3D de l'estructura d'una porfirina

Les porfirines són un grup de composts heterocíclics, molts dels quals es troben en la naturalesa, per exemple el pigment dels glòbuls vermells. Són macrocomplexos heterocíclics formats per quatre subunitats pirròliques modificades enllaçades per ponts metilènics (= CH-). Les porfirines són aromàtiques i obeeixen la regla de Hückel per aquesta propietat pel fet que tenen 4n + 2 electrons π que es troben deslocalitzats. En total, el macrocicle té 26 electrons π. Per això, els macrocicles són sistemes altament conjugats i conseqüentment tenen una absorció molt intensa en l'espectre visible i, per tant, solen presentar color. De fet, la paraula porfirina prové de la paraula grega que significa porpra.

## Complexos de porfirina i molècules relacionades
Les porfirines són els àcids conjugats dels lligands que uneixen ions metàl·lics (normalment amb una càrrega +2 o +3) per a formar complexos. L'equació esquemàtica d'aquesta síntesi és la següent:
H₂porfirina + [MLn]2+ → M(porfirinat)Ln-4 + 4 L + 2 H+

estructura de la porfina, la porfirina més simple

A vegades s'anomena base lliure aquella porfirina que no és unida a cap ió metàl·lic. Les porfirines que contenen ferro formen el grup hemo, que en unir-se a proteïnes formen hemoproteïnes com l'hemoglobina i la mioglobina (proteïnes transportadores d'oxigen). Hi ha uns quants composts heterocíclics relacionats amb les porfirines, com les bacterioclorofil·les o les clorines. Aquestes darreres (2,3- dihidroporfirina) són més reduïdes i contenen una subunitat de pirrolina. La clorofil·la presenta aquesta estructura. La substitució de dues de les quatre subunitats pirròliques per anells de pirrolina origina tant bacterioclorines com isobacterioclorines, segons la posició relativa dels anells reduïts.

## Compostos biològics relacionats amb les porfirines
En la naturalesa, les metaloprofirines són conjugades a les proteïnes per a formar molts compostos importants en els processos biològics. Tenim els següents: 
- hemoglobines: són ferroporfirines unides a la proteïna globina. Aquestes proteïnes conjugades posseeixen la propietat de combinar-se de manera reversible amb l'oxigen. Serveixen de mitjà de transport de l'oxigen en la sang. La molècula d'hemoglobina és un tetràmer que consisteix en 4 subunitats. Cada mol d'hemoglobina conté un gram de ferro en estat ferrós (Fe2+).

- Eritrocruorines: Són porfirinoproteïnes fèrriques que existeixen en la sang i en els lípids tissulars d'alguns invertebrats. Tenen una funció equivalent a la de l'hemoglobina.
- mioglobines: són pigments respiratoris que hi ha en les cèl·lules musculars dels vertebrats i dels invertebrats.
- Citocroms: són compostos que intervenen en la transferència d'electrons en les reaccions d'oxidoreducció. El més important és el citocrom c, que conté un àtom de ferro per mol.
- Catalases: són enzims que contenen ferroporfirines, algunes de les quals s'han pogut cristal·litzar i que contenen 4 grams de ferro per mol. En les plantes, l'activitat de les catalases és mínima, però l'enzim peroxidasa, que també conté una ferroporfirina, fa funcions semblants.
- L'enzim triptòfan pirrolasa: aquest enzim catalitza l'oxidació del triptòfan i el transforma en formilquinurenina. És una porfirinoproteïna fèrrica.

## Biosíntesi

El següent esquema resumeix la biosíntesi de les porfirines, i hi inclou la nomenclatura EC i la base de dades OMIM: Cal tenir en compte que algunes de les reaccions ocorren al citosol i d'altres a l'interior dels mitocondris

Tant la clorofil·la com el grup hemo, que forma part de l'hemoglobina, són sintetitzats per una via comuna. En primer lloc, reacciona el succinil-CoA amb la glicina, que ha de ser activada pel piridoxal fosfat, de manera que es forma l'àcid α-amino-β-cetoadípic, que, en ser ràpidament descarboxilat, es converteix en δ-aminolevulinat. Aquesta reacció ocorre en el mitocondri i és catalitzada per l'enzim δ-aminolevulinat sintasa, que sembla l'enzim que controla la biosíntesi de porfirines en el fetge dels mamífers.
Llavors, l'enzim δ-aminolevulinat deshidratasa condensa dues molècules de δ-aminolevulinat en porfobilinogen, que conté un anell de pirrole. Aquest procés es produeix en el citosol. A continuació, quatre porfobilinògens es combinen gràcies al porfobilinogen desaminasa en una molècula de tetrapirrole lineal, i així s'alliberen quatre ions amoni. El carboni aminat (derivat originalment del carboni de la glicina) serveix com a font de carbonis metilènics, que són els que connecten els pirroles entre si en aquesta estructura tetrapirròlica lineal anomenada hidroximetilbilà. L'enzim uroporfirinogen III sintasa és l'encarregat de la ciclació, de l'hidroximetilbilà a uroporfirinogen III. Aquest és convertit a coproporfirinogen III mitjançant la descarboxilació dels grups actil en metils; aquesta reacció és catalitzada per l'uroporfirinogen descarboxilasa. El coproporfirinogen III torna als mitocondris, on es converteix en protoporfirinogen III i llavors en protoporfirina IX. L'enzim coproporfirinogen oxidasa catalitza la descarboxilació i oxidació de dues cadenes laterals propiòniques a grups vinil. L'oxidació del protoporfirinogen a protoporfirina la fa l'enzim protoporfirinogen oxidasa, de manera que es genera finalment protoporfirina IX. La finalitat principal en els éssers humans de la protoporfirina IX és formar el grup hemo per mitjà de la incorporació de Fe2+ enmig de la molècula, a través d'una reacció catalitzada per l'enzim ferroquelatasa.
| Enzim                              | Substrat              | Producte              | Cromosoma     | EC                                             | OMIM   | Porfíria                          |
| ALA sintasa                        | Glicina, succinil CoA | àcid D-Aminolevulínic | 3p21.1        | 2.3.1.37 Arxivat 2011-06-21 a Wayback Machine. | 125290 | cap                               |
| ALA deshidratasa                   | àcid D-Aminolevulínic | Porfobilinogen        | 9q34          | 4.2.1.24 Arxivat 2011-06-21 a Wayback Machine. | 125270 | Porfíria de Doss                  |
| Porfobilinogen desaminasa          | Porfobilinogen        | Hidroximetilbilà      | 11q23.3       | 2.5.1.61 Arxivat 2011-06-21 a Wayback Machine. | 176000 | Porfíria intermitent aguda        |
| Uroporfirinogen III sintasa        | Hidroximetilbilà      | Uroporfirinogen III   | 10q25.2-q26.3 | 4.2.1.75 Arxivat 2011-06-21 a Wayback Machine. | 606938 | Porfíria eritropoiètica congènita |
| Uroporfirinogen III descarboxilasa | Uroporfirinogen III   | Coproporfirinogen III | 1p34          | 4.1.1.37 Arxivat 2011-06-21 a Wayback Machine. | 176100 | Porfíria cutània                  |
| Coproporfirinogen III oxidasa      | Coproporfirinogen III | Protoporfirinogen IX  | 3q12          | 1.3.3.3 Arxivat 2011-06-21 a Wayback Machine.  | 121300 | Coproporfíria Hereditària         |
| Protoporfirinogen oxidasa          | Protoporfirinogen IX  | Protoporfirina IX     | 1q22          | 1.3.3.4 Arxivat 2011-06-21 a Wayback Machine.  | 600923 | Porfíria variegata                |
| Ferroquelatasa                     | Protoporfirina IX     | Hem                   | 18q21.3       | 4.99.1.1 Arxivat 2011-06-21 a Wayback Machine. | 177000 | Protoporfíria eritropoiètica      |

## Síntesi en el laboratori
Un dels mètodes comuns per a la síntesi de porfirines es basa en el treball de Paul Rothemund. Les seves tècniques són més modernes, com les descrites per Adler i Longo. La síntesi de porfirines simples com meso-tetrapenilporfirina (H 2 TPP) es fa sovint en laboratoris universitaris. Es pot fer escalfant una mescla equimolar de pirrole i benzaldehid en àcid propanoic durant aproximadament una hora.
En aquest mètode, les porfirines són acoblades a partir del pirrole i aldehids. És essencial que s'esdevingui en condicions àcides; l'àcid fòrmic, àcid acètic i àcid propanoic són solvents típics, mentre que l'àcid p-toluensulfònic es pot emprar com un dissolvent no àcid. Àcids de Lewis com el trifluorur de bor i el triflat d'iterbi també s'han usat per a catalitzar la formació de porfirines. Una gran quantitat de productes secundaris es formen i s'eliminen, normalment per recristal·lització o cromatografia.

## Aplicacions
Tot i que els complexos naturals de porfirina són essencials per a la vida, les porfirines sintètiques i els seus complexos tenen una utilitat bastant limitada. Complexos de la meso-tetrafenilporfirina, com el complex TPPFeCL, catalitzen diverses reaccions en la síntesi orgànica, però cap amb una valor pràctica. Components bàsics de les porfirines són d'interès en l'electrònica molecular i supramolecular de blocs de construcció. Les ftalocianines, que són relacionades estructuralment a les porfirines, tenen interès comercial com a colorants i catalitzadors. Actualment, s'investiga en porfirines sintètiques colorants que s'incorporen en el disseny de cèl·lules solars. L'any 2008 la corporació Destiny Pharma va informar de resultats reeixits en assajos clínics, després d'aplicar intranasalment la porfirina XF-73 contra Staphylococcus aureus resistents a la meticilina

## Química supramolecular

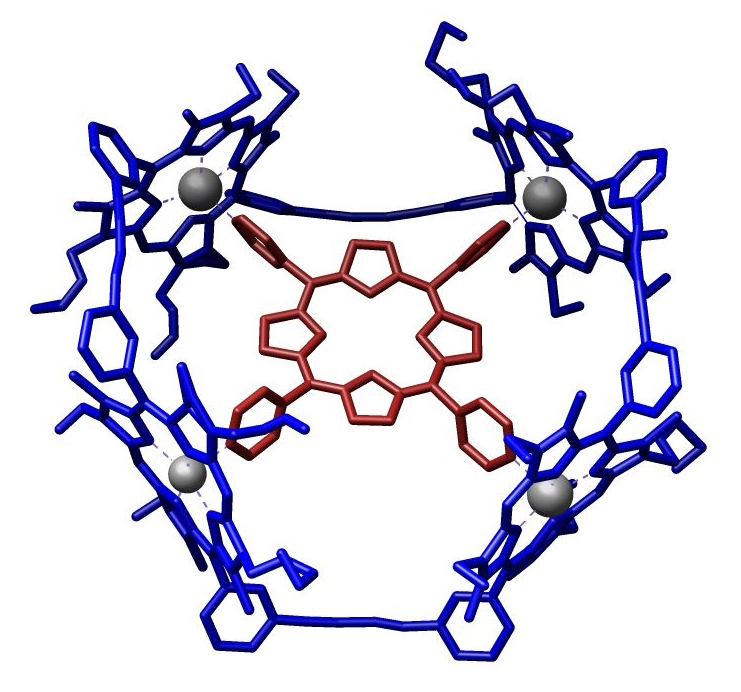

Les porfirines són sovint emprades per a construir estructures supramoleculars. Aquests sistemes s'aprofiten de l'acidesa metàl·lica de Lewis, generalment del zinc. Un exemple és el que mostra la figura, que es construeix a partir de quatre complexos zinc-porfirina que acullen una altra molècula (en vermell).

## Geoquímica orgànica
En el camp de la geoquímica orgànica, l'estudi dels impactes i els processos que els organismes han tingut sobre la Terra té els seus orígens en l'aïllament de les porfirines del petroli. Aquest descobriment va ajudar a establir els orígens biològics del petroli. Aquest és a vegades identificat per l'anàlisi de traces de níquel i de porfirines de vanadi.